# (4302) Markeev
(4302) Markeev est un astéroïde de la ceinture principale.

## Description
(4302) Markeev est un astéroïde de la ceinture principale. Il est découvert le 22 avril 1968 à Naoutchnyï par Tamara Smirnova. Il présente une orbite caractérisée par un demi-grand axe de 2,46 UA, une excentricité de 0,13 et une inclinaison de 5,7° par rapport à l'écliptique.

## Compléments